# Solanum tenuispinum
Solanum tenuispinum är en potatisväxtart som beskrevs av Henry Hurd Rusby. Solanum tenuispinum ingår i släktet skattor som ingår i familjen potatisväxter. Inga underarter finns listade i Catalogue of Life.